# Mikurajima
Mikurajima (御蔵島?) es una isla volcánica en el archipiélago Izu, en Japón, que forma parte del parque nacional Fuji-Hakone-Izu. Mikurajima se encuentra al sur de Tokio y al sureste de la península de Izu, que está en la prefectura de Shizuoka.
La villa de Mikurajima (御蔵島村 Mikurajima-mura), está bajo el Gobierno Metropolitano de Tokio, y es la que dirige la administración de la isla. La ciudad también administra la deshabitada isla de Inanba.
Mikurajima tiene una superficie de 20,58 km² y una población de aproximadamente 300 personas. La isla no tiene puertos importantes. Debido a la escasa de población y el número limitado de visitantes, el hábitat natural sigue siendo relativamente no contaminado. El monte Oyama es el punto más alto de la isla.